# وکلای مدافع
وکلای مدافع (انگلیسی: The Advocates) یک مجموعهٔ تلویزیونی بریتانیایی درام حقوقی و جنایی است که در سال ۱۹۹۱ منتشر شد.

## بازیگران

### اصلی
- یوان استوارت
- آیلا بلر

### فصل اول
- مایکل بیرن
- کل مک‌آنینچ
- شرلی هندرسون
- کلایو راسل

### فصل دوم
- جیمز فلیت
- هیو فریزر
- مایکل کیچن
- شیوان ردموند
- ریچل وایس
- رابرت کارلایل